# 메르세데스-벤츠 EQE
메르세데스-벤츠 EQE(영어: Mercedes-Benz EQE)는 독일 자동차 제조업체인 다임러 AG에서 2022년부터 생산 중인 배터리식 전기 이그제큐티브 카이다.

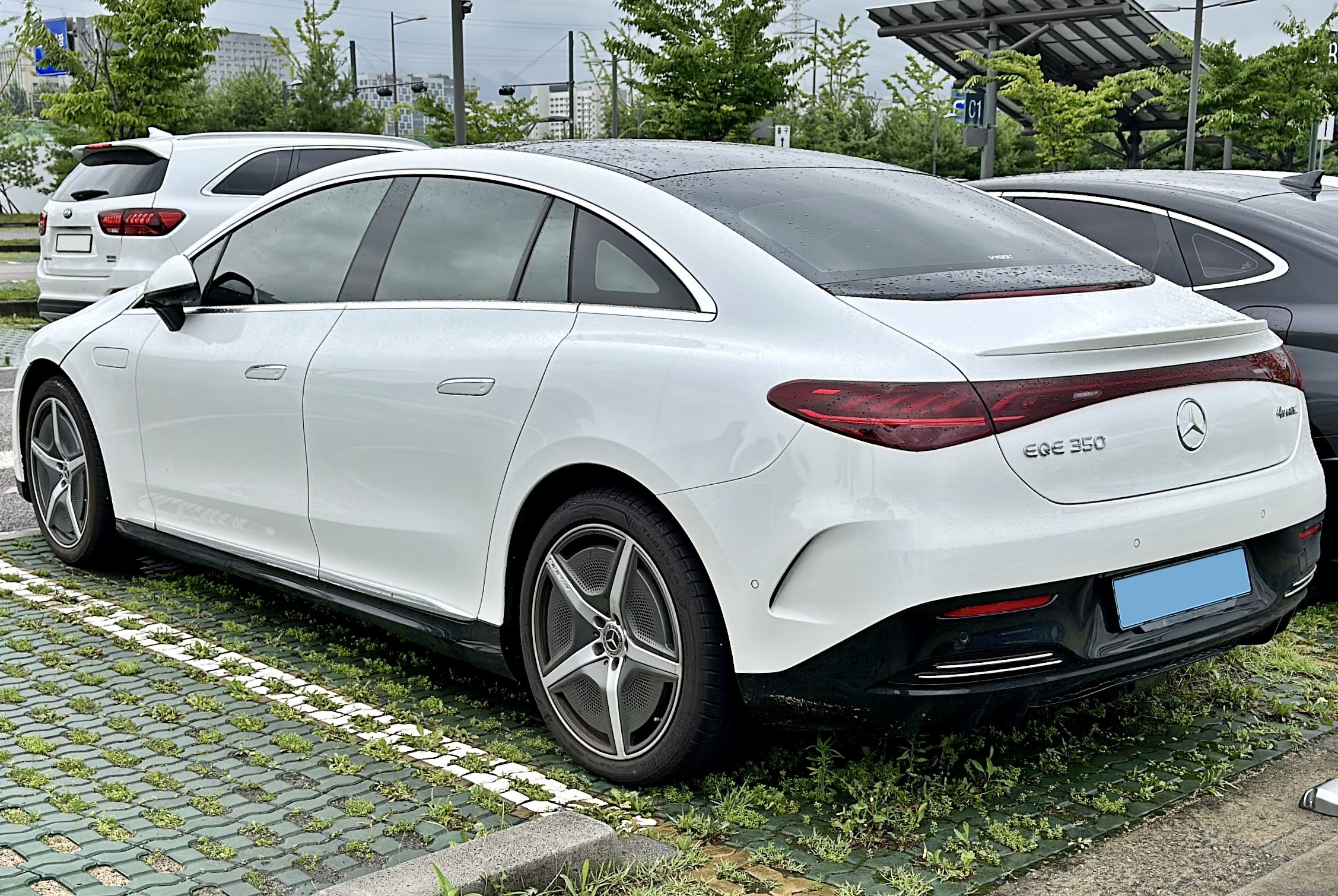
후면
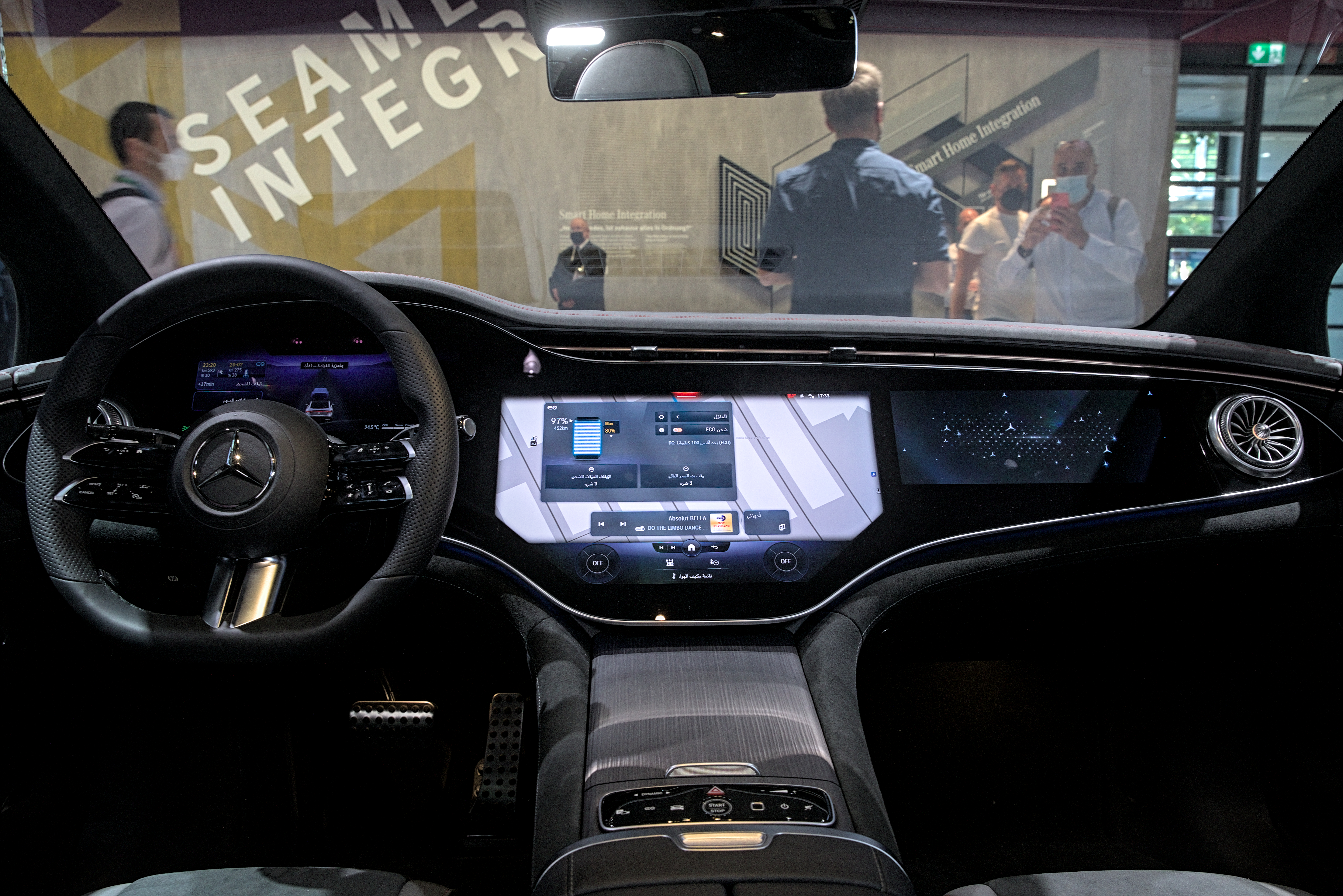
내부